# Baleydier
Baleydier è un film del 1932 diretto da Jean Mamy, qui al suo esordio nella regia. Il soggetto di André Girard venne adattato e sceneggiato da Jacques Prévert. Suo fratello Pierre è accreditato come aiuto regista e appare anche tra gli interpreti del film che ha come protagonista Michel Simon.

## Produzione
Il film fu prodotto da Les Établissements Braunberger-Richebé

## Distribuzione
Distribuito da Les Établissements Braunberger-Richebé, il film uscì nelle sale cinematografiche francesi il 16 gennaio 1932.